# István-lápai
István-lápai – jaskinia krasowa na Węgrzech, w północno-wschodniej części Gór Bukowych.
István-lápai jest wykorzystywana jako sanatorium.